# 테오갈린
테오갈린(영어: theogallin)은 감칠맛 강화 화합물로 특징지어지는 차에서 발견되는 폴리페놀 화합물의 일종인 트라이하이드록시벤조산 글리코사이드이다. 테오갈린은 또한 딸기나무(Arbutus unedo) 열매에서도 발견할 수 있다.
쥐에서 테오갈린 또는 그 대사 산물인 퀸산은 혈뇌장벽을 통해 이동할 수 있으며, 인지 향상 활동을 할 수 있다.

## 같이 보기
- 트라이하이드록시벤조산